# Луан Боргеш
Луан Боргеш Машаду Мартінш (порт.-браз. Luan Borges Machado Martins; нар. 3 березня 1998, Волта-Редонда, Ріо-де-Жанейро, Бразилія) — бразильський футболіст, півзахисник.

## Життєпис
Народився в місті Волта-Редонда, штат Ріо-де-Жанейро. Вихованець місцевого однойменного клубу, за команду U-15 якого виступав до завершення сезону 2010/11 років. З 2011 по 2013 рік захищав кольори «Васко да Гама» (U-15), після чого грав за юнацькі команди «Флуміненсе». На початку 2016 року опинився в структурі «Крузейро». На початку березня відправився в оренду до кінця року в «Тупі». На професіональному рівні дебютував 8 липня 2017 року в нічийному (0:0) виїзному поєдинку 9-го туру Серії С проти «Ред Булл Брагантіно». Луан вийшов на поле на 78-ій хвилині, замінивши Андрея. Цей матч виявився єдиним для юного півзахисника у футболці «Тупі», а наприкінці 2017 року він повернувся до молодіжної команди «Крузейро». Провів у «молодіжці» ще півроку, на початку липня 2018 року вільним агентом залишив команду. Перебував без клубу близько півроку.
На початку січня 2019 року повернувся у «Волта-Редонда». У футболці нового клубу дебютував 19 січня 2020 року в переможному (1:0) домашньому поєдинку 1-го туру Серії A Ліги Каріоки проти «Ботафого». Боргеш вийшов на поле на 84-ій хвилині, замінивши Марселу. У Серії C дебютував за «Волта-Редонду» 15 червня 2019 року в програному (0:1) виїзному поєдинку 8-го туру Серії C проти «Жувентуде». Луан вийшов на поле на 80-ій хвилині, замінивши Желсона. Першим голом у професіональному футболі відзначився 1 липня 2019 року на 83-ій хвилині переможного (2:1) виїзного поєдинку 10-го туру Серії C проти «Атлетіку Акреану». Боргеш вийшов на поле в стартовому складі та відіграв увесь матч, а на 84-ій хвилині отримав жовту картку. З середини січня по середину липня 2021 року перебував в оренді в «Америці» (Ріо-де-Жанейро), але так і не зігравши жодного офіційного матчу, повернувся до «Волта-Редонда», за яку провів 8 матчів у Лізі Каріока та 16 матчів (1 гол) у бразильській Серії C.
У середині серпня 2021 року став гравцем «Вовчанська». У футболці українського клубу дебютував 23 серпня 2021 року в переможному (2:0) домашньому поєдинку 5-го туру групи Б Другої ліги України проти миколаївської «Вікторії». Луан вийшов на поле на 56-ій хвилині, замінивши Максима Багачанського, а вже на 60-ій хвилині відзначився своїм першим голом за нову команду.